# Johann Jacob Sartorius
Johann Jacob Sartorius (* 4. Dezember 1730 in Erlangen; † 27. September 1790 ebenda) war ein deutscher Geistlicher und Pädagoge.

## Leben
Johann Jacob Sartorius wurde als Sohn des Joachim Christoph Sartorius (* 10. Januar 1688 in Rüdisbronn; † 27. März 1746 in Pegnitz), Professor der Moral an der Ritterakademie in Erlangen, geboren.
Er erhielt sowohl Unterricht beim Vater zu Hause sowie auch Unterweisungen an der Ritterakademie. Weil sein Vater ungewiss war, was die Zukunft der Ritterakademie betraf, die 1742 aufgelöst wurde, und er als Professor an dieser Lehr-Einrichtung auch nur ein geringes Gehalt erhielt, entschloss er sich, 1740 eine Predigerstelle in Pegnitz anzunehmen; dort verstarb er 1746. Aufgrund der neuen Aufgabe seines Vaters litt nun die schulische Ausbildung von Johann Jacob Sartorius, zumal es in Pegnitz keine öffentliche Schule gab.
Nach dem Tod seines Vaters zog seine Mutter mit seinen drei Geschwistern nach Erlangen zurück. Er entschloss sich nun, so schnell wie möglich mit akademischen Studien zu beginnen, um so nach drei Jahren als Kandidat der Theologie für seinen Lebensunterhalt zu sorgen. Während des Studiums entschloss er sich aufgrund seiner mangelnden schulischen Vorbildung, sich auf das Schulamt zu konzentrieren, allerdings fehlten damals alle Hilfsmittel zum Studium der Philologie, so dass er sich mit der alten Literatur und den heiligen und profanen Schriftstellern behelfen musste, hierbei wurde er durch seinen Freund Georg Besenbeck (1731–1762), dem späteren Konrektor des Gymnasium Illustre Erlangense, unterstützt.
Nach dem Studium wurde Johann Jacob Sartorius als Hauslehrer in mehreren Häusern in Erlangen und Baiersdorf angestellt und erhielt 1759 die Stelle eines Collaborators der ersten Klasse am Gymnasium Illustre Erlangense; gleichzeitig erhielt er die Stelle des Diakons an der Stadtkirche. Am Gymnasium hielt er Unterricht in den Fächern Griechisch, Latein, Philosophie und Mathematik. Nachdem 1762 sein Schwager Georg Besenbeck verstorben war, folgte er ihm in die Stelle des Konrektors und wurde 1776 Nachfolger des Rektors Friedrich Christian Lorenz Schweigger.
Johann Jacob Sartorius war seit 1766 mit Anna Katharina Magdalena (* 7. April 1746 in Bayreuth; † 1769), eine Tochter des Johann George Mackeldey (1712–1774), hochfürstlicher Universitäts-Stallmeister und Professor der Reitkunst an der Universität Erlangen, verheiratet.

## Schriften (Auswahl)
- Christus catholicus omnium hominum salvator: Commentatio ad 1. Tim. IV. 10., qua ad actum oratorium in illustri gymnasio Erlangano invitat. Erlanga 1765.
- Ad actum oratorium, eumque partim valedictorium maecenates, patronos, fautores, amicos invitat, de caussis Socinismi protestantium, ecclesias Lutheranam etiam nostra hac aetate infestantis, inque dies gliscentis quaedam praefatus gymnasii conrector Ioannes Iacobus Sartorius. Erlangae Camerarius 1770.
- De Incommodis Ex Minvs Ivsta Bonarvm Artivm Aestimatione Orivndis Non Nihil Disserit: simulque ut orationes civium quorundam gymnasii illustris Erlangani. Erlangae Camerarius 1770.
- Examen solemne illustris gymnasi Erlangensis, quo simul tres academiae candidati pro more dimittentur indicit praemissa brevi prolusione Q. Curtium a quorundam reprehensione non nihil defendente. Erlangae Camerarius 1770.
- Prolvsionem, qva Q. Cvrtivs Rvfvs a qvorvndam reprehensione nonnihil defenditvr: Lustrationem curiarum gymnasii Erlangensis solemnem publice instituendam indicit, ac maecenates, patronos, fautores, amicos invitat, prolusionem, qua Q. Curtius Rufus a quorundam reprehensione nonnihil defenditur. Erlangae Camerarius 1774.
- Stvdiosam Ivventvtem Gymnasii Illvstris Erlangensis Solenniter Lvstrandam Simvlqve Orationes Valedictorias Inprimis Dvorvm Optimae Spei Ivvenvm Habendas Indicit Et Vt Toti Actvi Freqventes Et Benevoli Intersint Mvsarvm Patroni Et Favtores Rogat Gymnasii Rector Ioannes Iacobus Sartorius: Praemittitur animadversio, qua, quam incerta sit anthrōpothysias origo, paucis ostenditur. Erlangae Camerarius 1780.
- Examen in gymnasio illustri Erlangensi solenniter habendum, simulque quatuor praeclarae spei iuvenes, dignissimos academiae candidatos ex more dimittendos indicit, utque maecenates, patroni, fautores praesentia sua omnem actum ornare velint rogat, de interpretatione loci Matth. XXII, 11. 12. Erlangae Zeltner 1783.
- Über den nachteiligen Einfluß, der von dem Vorschlag: künftige Landprediger mit der Erlernung der gelehrten Sprachen zu verschonen, in den Lateinischen Schulen zu besorgen ist. Erlangen 1788.
- Actus Sollemnes In Illustri Gymnasio Erlangensi Amplissimi Scholarcharum Collegii Auctoritate D. XI. Oct. M D CC LXXXXVIII Habendos Indicit Gymnasii Rector M. Joannes Bernhardus Lippert. Erlangae: Hilpert, 1798.